# 1959 en Alberta
Chronologie de l'Alberta
- 1955
- 1956
- 1957
- 1958
- 1959
- 1960
- 1961
- 1962
- 1963

Cette page concerne des événements qui se sont produits durant l'année 1959 dans la province canadienne de l'Alberta.

## Politique

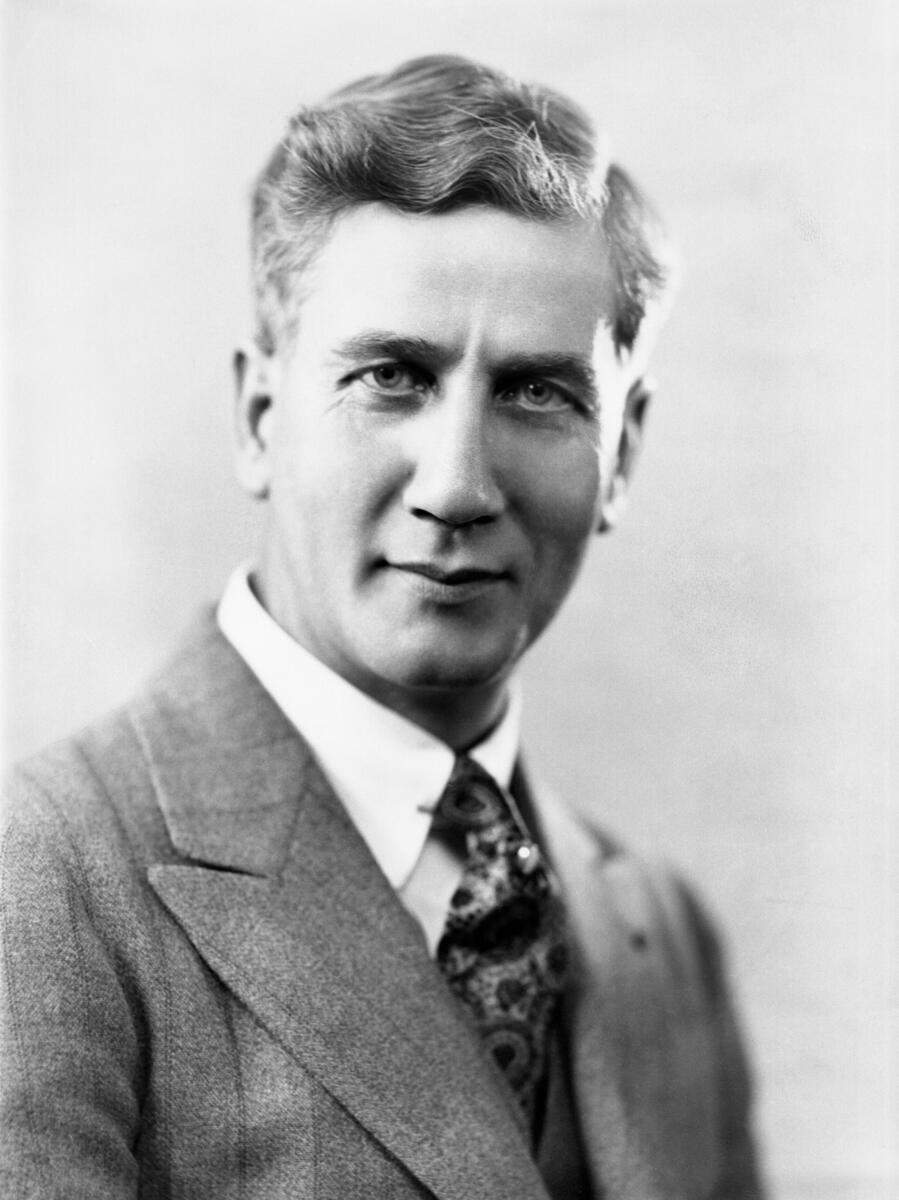
John Percy Page

- Premier ministre :   Ernest Manning du Crédit social
- Chef de l'Opposition : Grant MacEwan
- Lieutenant-gouverneur :  John James Bowlen puis John Percy Page.
- Législature :

## Événements
- 18 juin : élection générale albertaine.

## Naissances
- Andrew Lowe (né en 1959) à Calgary, géophysicien et astronome amateur canadien. D'après le Centre des planètes mineures, il a découvert 503 astéroïdes entre 1976 et 2010, dont 5 avec un co-découvreur.
- 9 mars : Perry John Turnbull (né à Bentley), joueur professionnel canadien de hockey sur glace. Il évoluait au poste d'ailier gauche[1].
- 16 mars : Gary Basaraba, né à Edmonton, acteur américano-canadien.
- 14 avril : Gerhard (né à Edmonton), dessinateur de bande dessinée canadien connu pour avoir réalisé les décors de la série Cerebus de Dave Sim de 1984 à 2004.
- 22 avril : Catherine Mary Stewart, de son vrai nom Catherine Mary Nursall, est une actrice canadienne née le 22 avril 1959 à Edmonton .
- 30 avril : Paul Gross (né à Calgary), acteur canadien, il est aussi producteur de télévision, scénariste, metteur en scène et musicien. Il est surtout connu pour sa prestation d'acteur dans la série télévisée canadienne Due South, en V.F.  Un tandem de choc ou Direction Sud.
- 7 juin : Randolph Lee Ragan, plus connu sous le nom de Randy Ragan (né  à High Prairie), joueur de soccer international canadien, qui évoluait au poste de milieu de terrain et défenseur, avant de devenir entraîneur.
- 9 juin : Richard Weber, M.S.M. (né à Edmonton), explorateur polaire canadien de renommée mondiale. De 1978 à 2006, il a participé, a guidé et a organisé plus de 45 expéditions en Arctique. Richard est la seule personne à avoir complété six expéditions majeures au pôle Nord, plus que toute autre personne dans l'histoire de la conquête du pôle Nord.
- 13 juin : Lance Kinsey, acteur canadien né à Calgary.
- 18 septembre : Kelvin Wade Kisio (né à Red Deer), joueur et entraîneur canadien de hockey sur glace[2].